# ファーマン (アラバマ州)
ファーマン（Furman）およびオールド・スノー・ヒル（Old Snow Hill）は、アメリカ合衆国のアラバマ州ウィルコックス郡にある非法人地域。ファーマンにあるファーマン・ヒストリック・ディストリクトはアメリカ合衆国国家歴史登録財に登録されている。

## 地形
ファーマンは、北緯32度00分25秒 西経86度58分01秒 / 北緯32.00681度 西経86.96692度座標: 北緯32度00分25秒 西経86度58分01秒 / 北緯32.00681度 西経86.96692度に位置しており、海抜は292フィート (89 m)。